# 蒙塔菲亚
蒙塔菲亚（義大利語：Montafia），是意大利阿斯蒂省的一个市镇。总面积14.56平方公里，人口957人，人口密度65.7人/平方公里（2009年）。ISTAT代码为005073。